# Kalluguttarahalli, Koratagere
Kalluguttarahalli là một làng thuộc tehsil Koratagere, huyện Tumkur, bang Karnataka, Ấn Độ.